# カラ・ムボジ
セリニェ・モドゥ・カラ・ムボジ（Serigne Modou Kara Mbodji 、1989年11月22日 - ）は、セネガル・ンブール県ンディアス出身のプロサッカー選手。セネガル代表。アル・スィーリーヤSC所属。ポジションは、ディフェンダー。

## 経歴

### クラブ
2010年2月2日、ノルウェーのトロムソILに加入。
2012年12月31日、KRCヘンクに140万ユーロで移籍。2012–13シーズンのベルギー・カップ優勝後、契約を2018年6月まで延長。
2015年8月7日、RSCアンデルレヒトに450万ユーロで移籍。
2018年8月30日、FCナントに買取オプション付きのレンタル移籍。

### 代表
U-23セネガル代表の一人としてロンドンオリンピックに参加した。A代表の主要大会ではアフリカネイションズカップ2015、アフリカネイションズカップ2017に参加した。
アフリカネイションズカップ2017では準々決勝で敗退したものの、自身は大会ベスト18の一人に選ばれた。

## 代表歴

### 出場大会
- セネガル代表
  - 2018 FIFAワールドカップ

### 試合数
- 国際Aマッチ 47試合 5得点（2011年-2018年）[5]

| セネガル代表 | 国際Aマッチ | 国際Aマッチ |
| 年           | 出場        | 得点        |
| ------------ | ----------- | ----------- |
| 2011         | 1           | 0           |
| 2012         | 2           | 0           |
| 2013         | 4           | 0           |
| 2014         | 8           | 1           |
| 2015         | 12          | 2           |
| 2016         | 6           | 0           |
| 2017         | 13          | 2           |
| 2018         | 1           | 0           |
| 通算         | 47          | 5           |

### 得点
| #  | 開催日         | 開催地         | 対戦国           | スコア | 結果 | 試合概要                           |
| -- | -------------- | -------------- | ---------------- | ------ | ---- | ---------------------------------- |
| 1. | 2014年11月19日 | ダカール       | ボツワナ         | 1–0    | 3–0  | アフリカネイションズカップ2015予選 |
| 2. | 2015年1月23日  | モンゴモ       | 南アフリカ共和国 | 1–1    | 1–1  | アフリカネイションズカップ2015     |
| 3. | 2017年1月15日  | フランスヴィル | チュニジア       | 2–0    | 2–0  | アフリカネイションズカップ2017     |
| 4. | 2017年11月14日 | ダカール       | 南アフリカ共和国 | 2–1    | 2–1  | 2018 FIFAワールドカップ予選        |

## タイトル

### クラブ
ヘンク
- ベルギーカップ (1): 2012–13[1]

アンデルレヒト
- ジュピラー・プロ・リーグ (1): 2016–17
- ベルギー・スーパーカップ (1): 2017

### 個人
- アフリカネイションズカップ2017ベスト18